# Françoise Romaine
Pour les articles homonymes, voir Bussa (homonymie), Leoni et Romaine.
Françoise Romaine, née à Rome en 1384 et morte en 1440 dans la même ville, est une épouse et mère de famille, fondatrice des Oblates de Marie appelée depuis Oblates de Sainte Françoise Romaine. Elle est reconnue sainte par l'Église catholique et fêtée le 9 mars.

## Biographie
Selon l'hagiographie Vita di Santa Francesca Romana écrite par son confesseur franciscain Giovanni Mattiotti (à lire avec précaution car ce type de littérature est empreint de légendes et de merveilleux), Francesca, née à Rome en 1384, est la fille de Paolo Bussa de Leoni et de Giacobella de Roffredeschi, nobles romains. Pendant son enfance, elle commence à étudier la vie des saintes et à fréquenter les églises. Sa mère lui donne comme directeur spirituel Dom Antonio di Monte Savello, un bénédictin, de Santa Maria Nuova, et Françoise lui obéit totalement. La petite fille souhaite depuis toujours se retirer dans un cloître, mais, à 13 ans, elle doit, sur l'ordre de son père, épouser Lorenzo Ponziani qui appartient comme elle à la grande noblesse romaine et se dit apparenté au pape Boniface IX.
Une fois mariée, tout en assumant ses charges domestiques et familiales dans son palais du quartier de Trastevere, elle continue selon la tradition une vie de piété et de pénitence, se confessant toutes les semaines, mettant en pratique les vérités de la foi enseignées par un prieur dominicain qu'elle rencontre régulièrement. Elle est parfaitement soutenue par sa belle famille, surtout par Vanozza, épouse du frère aîné de son mari.
Son premier enfant, Jean-Baptiste naît en 1400. Elle a 20 ans lorsqu'elle donne naissance à son deuxième fils, Jean-Evangelista qui est frappé de la peste lorsque celle-ci dévaste la ville de Rome. Prévoyant sa mort, il en avertit sa mère et la supplie de lui donner un confesseur parce qu'il voit saint Antoine et saint Onuphre, à qui il porte une particulière dévotion, s'avancer vers lui pour le conduire au ciel. Il meurt ce jour-là[réf. nécessaire]. 
Trois ans plus tard lui naît une fille, Agnès. Lors d'une épidémie de peste, Françoise et Vanozza manifestent un grand dévouement aux malades et aux victimes de la famine qui s'ensuit. Françoise vend ses robes ainsi que ses bijoux et distribue l'argent aux pauvres. Parallèlement, elle incite les dames de la haute noblesse romaine à renoncer à leur vie mondaine pour se rapprocher de Dieu. C'est ainsi qu'elle fonde, le 15 août 1425, l'association des Oblates de Marie, rattachée aux bénédictins du mont Olivet, dont Eugène IV confirmera la règle en 1444[réf. nécessaire].
Lors de l'invasion de Rome par Ladislas d'Anjou-Durazzo, la famille Ponziani doit s'enfuir. Son palais est pillé et ses biens confisqués. Lorenzo est contraint à l'exil. Françoise, restée à Rome, continue ses œuvres de charité, en disant, paraphrasant Job : « Le Seigneur me les a donnés, le Seigneur me les a ôtés ; que Son saint Nom soit béni ! » À la mort du roi de Naples, la famille réintégre Rome et reprend possession de ses biens[réf. nécessaire].
Françoise, à la suite d'une grave maladie, doit garder la chambre et reste de longs mois dans un état de santé précaire. C'est pendant cette période que saint Alexis lui apparaît à deux reprises : l'une pour lui demander si elle souhaite la guérison, l'autre pour lui dire que Dieu veut qu'elle ne meure pas et reste dans le monde. Elle guérit et part avec sa belle-sœur Vanozza rendre grâces à Santa Maria Nuova et à l'église Saint-Alexis[réf. nécessaire].
À la mort de son mari, en 1436, après une longue vie conjugale très harmonieuse, Françoise rejoint immédiatement la Maison des Oblates qu'elle a fondée et où elle vit dans un profond dénuement, se nourrissant de légumes et d'eau pure, portant cilice et utilisant les disciplines. Selon la tradition, elle accomplit en toute humilité les plus basses tâches, tout en portant secours aux pauvres, par ses dons et ses pieuses exhortations[non neutre].
Elle meurt le 9 mars 1440. Selon la tradition, ses dernières paroles sont : « Le ciel s'ouvre, les anges descendent, l'archange a fini sa tâche, il est debout devant moi et me fait signe de le suivre ».

## Miracles

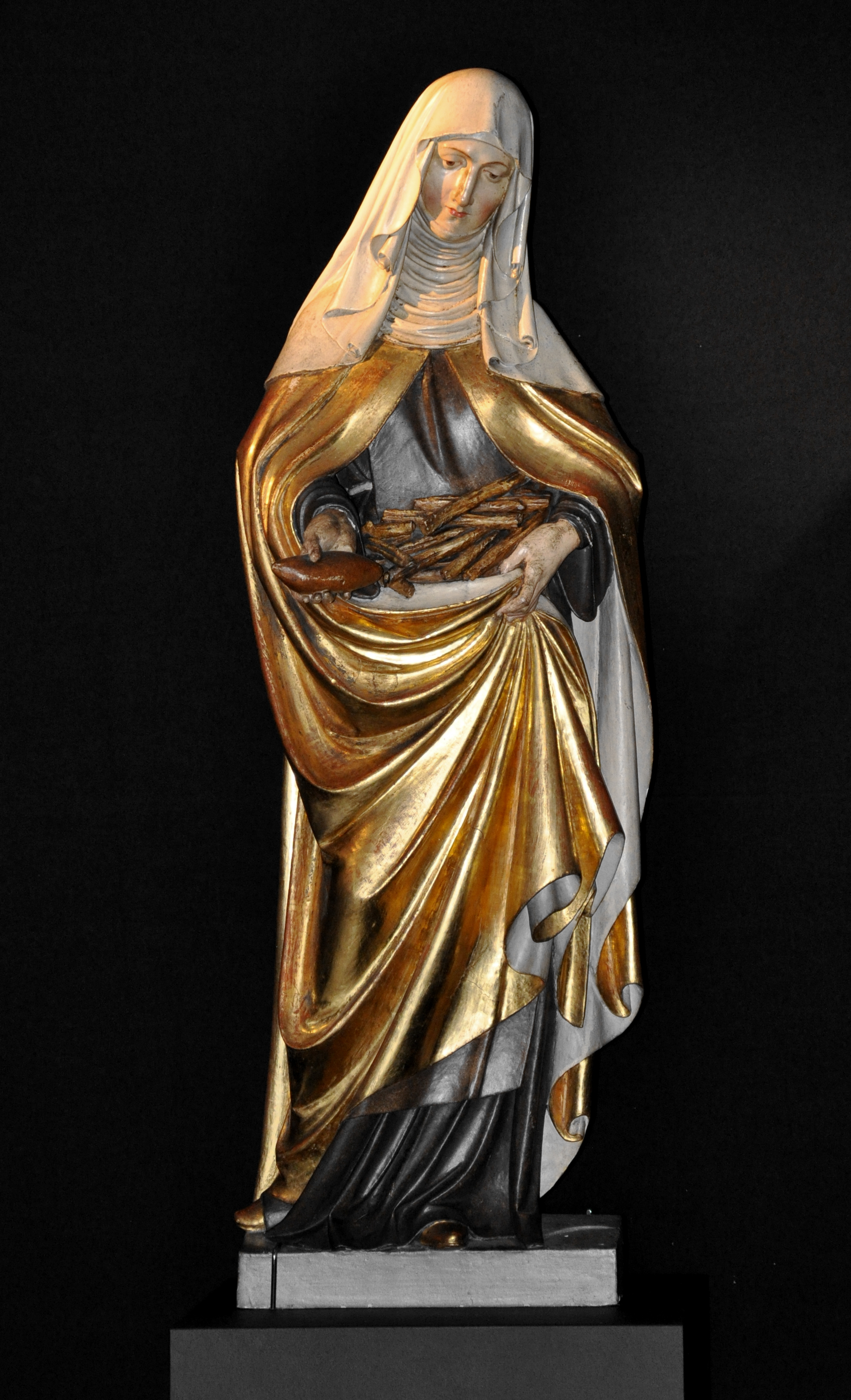
Statue de sainte Françoise Romaine, Théodore Schnell le Jeune (1899), église Notre-Dame (Liebfrauenkirche) de Ravensbourg.

- En 1409, dans le chaos à Rome, entraîné par le Grand Schisme, pour avoir défendu la cause de l’Église, Lorenzo fut frappé d'un coup de poignard dont il ne mourut pas. Quelque temps plus tard, il fut enfermé et l'on demanda que Françoise livrât son fils aîné en otage ; ne pouvant refuser, elle porta Jean-Baptiste au Capitole et se retira dans une église ; là, prosternée devant l'image de la Vierge Marie, elle entendit : « Ne crains rien, je suis ici pour te protéger ». Sur la place, le ravisseur avait chargé l'enfant sur son cheval mais, comme le cheval refusait obstinément d'avancer, on rapporta l'enfant à sa mère qui n'avait pas quitté l'église.

- Un jour que le pain manquait à la Maison des Oblates, Françoise pria le Seigneur. Il multiplia les quelques morceaux de pain de sorte que les sœurs purent être rassasiées et qu'une corbeille fut remplie avec ce qui restait.

- Les sœurs travaillaient aux champs, au mois de janvier, occupées à couper du bois. Elles avaient soif et n'avaient rien à boire. Françoise s'approcha d'un cep de vigne, sec en cette saison, et y cueillit des grappes de raisin qu'elle distribua à ses sœurs.

- Une femme, nommée Angèle, qui était percluse d'un bras par la goutte, ayant rencontré la Sainte en chemin, implora son secours, et elle fut immédiatement guérie.

- Dès sa mort, de nombreuses guérisons furent constatées devant sa dépouille mortelle qui embaumait d'un parfum de rose et de jasmin. De spectaculaires conversions aussi comme celle d'un Turc, nommé Béli, qui la voyant s'écria : « Françoise, servante de Dieu, souvenez-vous de moi» et se convertit instantanément.

## Visions
C'est en 1414, lors de sa longue maladie, que Françoise eut ses visions. Au nombre de 93, elle les a dictées à son confesseur. Le Traité de l’Enfer, en neuf chapitres, fait partie de ces écrits.
L'ange gardien de Françoise la suivait constamment. Invisible aux autres, il lui indiquait par de subtils changements dans son comportement si ses actions étaient bénies de Dieu ou si elles s'écartaient de la voie qu'elle s'était tracée. C'est avec son aide qu'elle put aussi lutter contre les attaques du démon[réf. nécessaire].

## Culte
Successivement, les papes Eugène IV, Nicolas V et Clément VIII œuvrent à son procès en béatification. Elle est canonisée par Paul V le 29 mai 1608, et Innocent X institue sa fête le 9 mars. Son corps avait été exhumé dès 1638 pour être déposé dans une châsse. Sainte Françoise Romaine est figurée avec la robe noire et le voile blanc des bénédictines, en train de distribuer du pain aux pauvres ; elle a souvent à son côté son Ange gardien. 
Elle est aussi représentée parfois avec un petit âne (comme celui qu'elle utilisait dans les rues de Rome quand elle allait chercher le bois des Oblates), ou un panier de légumes. De même, elle est montrée portant l'Enfant Jésus que la Vierge lui a remis pour le transporter d'une église à une autre. Elle est la patronne des automobilistes. Sans doute à cause de l'ange gardien qui l'accompagnait. Elle est aussi la sainte patronne de la ville de Rome et des oblats bénédictins[réf. nécessaire]. 

## Françoise Romaine dans l'art
- Scène de la vie de Françoise Romaine, 1468, Antoniazzo Romano, Monastère de  Tor de' Specchi.
- Sainte Françoise Romaine avec l'ange, 1600, Spadarino,
- Vision de Sainte Françoise Romaine, entre 1615 et 1619, Orazio Gentileschi, Galleria Nazionale delle Marche, Urbino.
- Sainte Françoise Romaine annonçant à Rome la fin de la peste, 1657, Nicolas Poussin, Département des peintures du musée du Louvre, Paris.
- Françoise Romaine donnant l'aumône, 1675, Baciccio, J. Paul Getty Museum, Los Angeles.

## Galerie

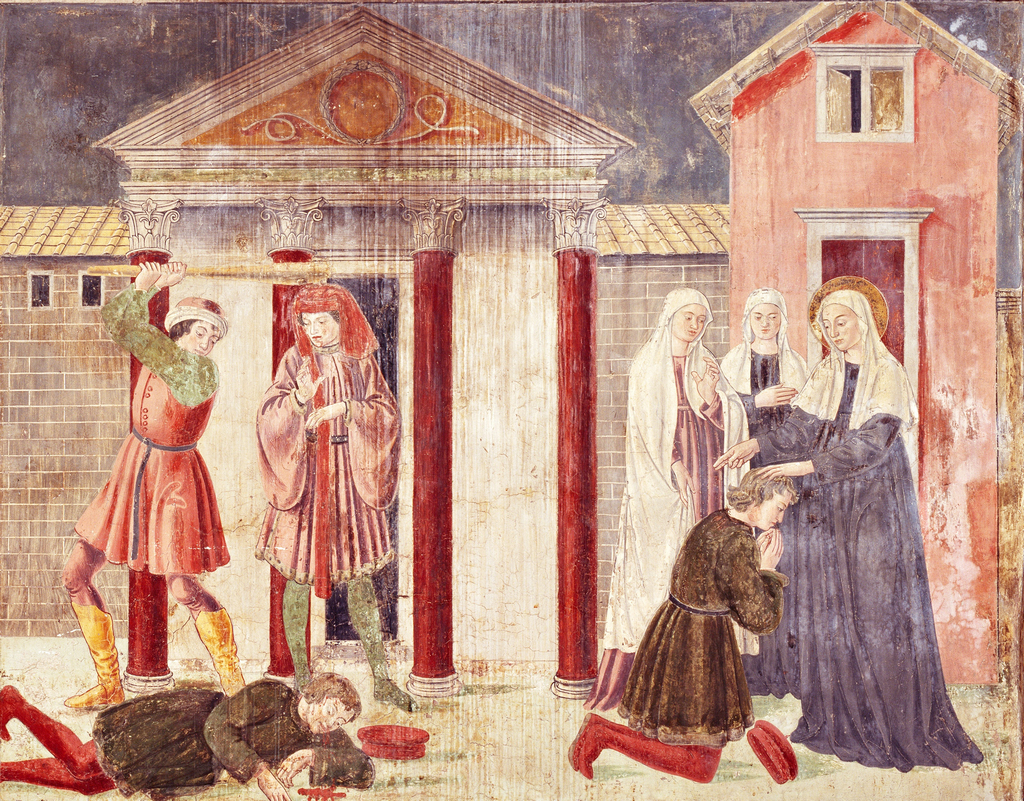
Françoise Romaine guérissant un mourant, Antoniazzo Romano.
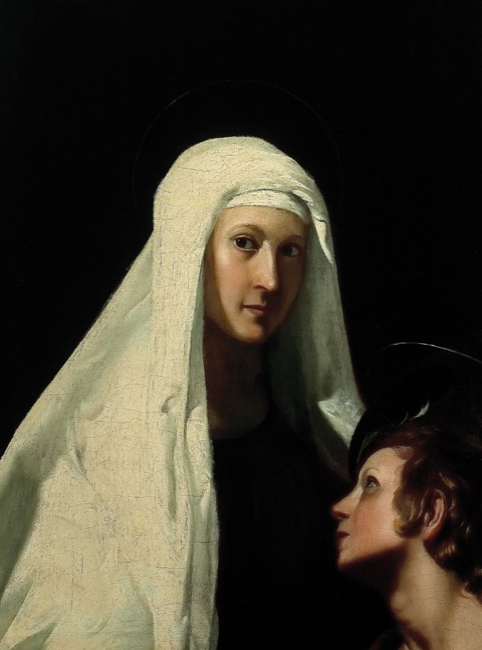
Sainte Françoise Romaine avec l'ange, Spadarino.
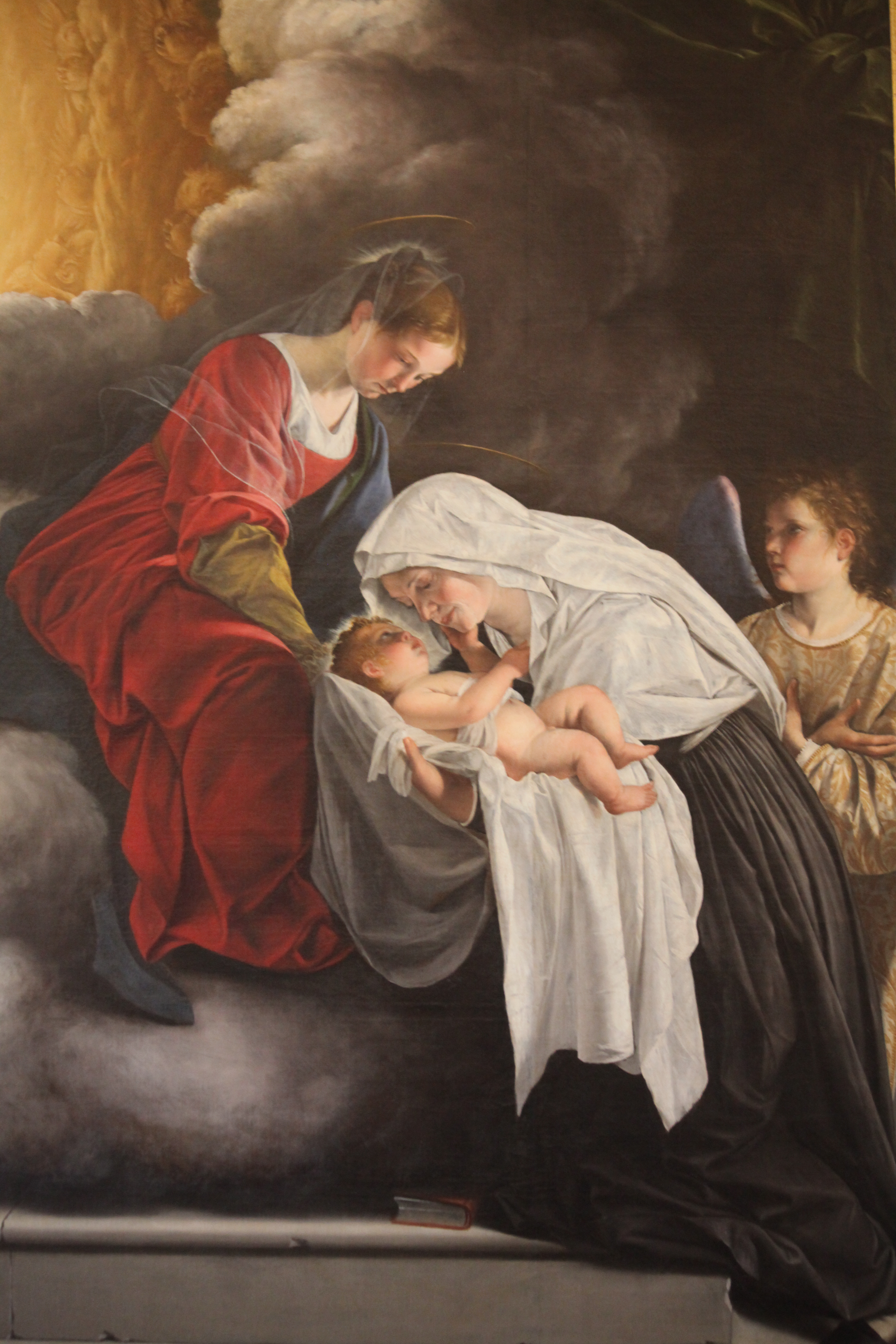
Vision de Sainte Françoise Romaine, Orazio Gentileschi.
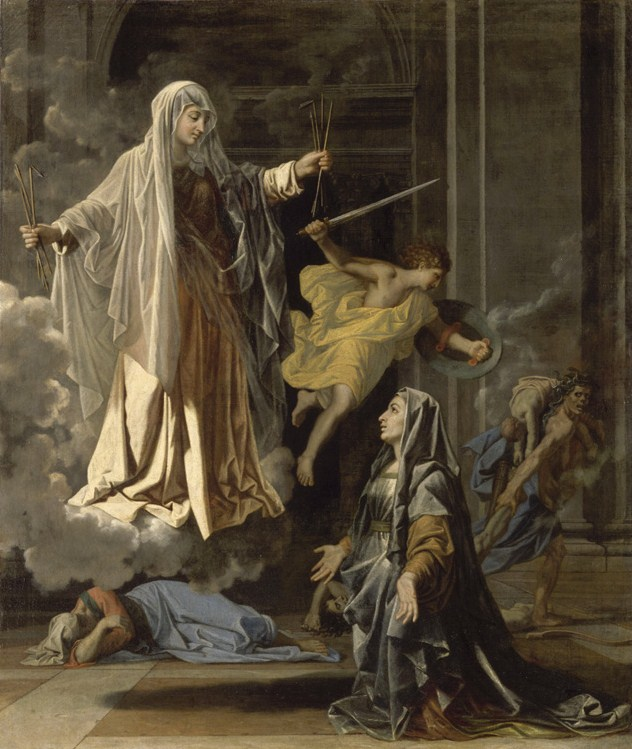
Sainte Françoise Romaine annonçant à Rome la fin de la peste, Nicolas Poussin.

## Musique
- Louis-Nicolas Clérambault : Motet pour Sainte Françoise, en la mineur, opus 71

#### Œuvres
- Visions dont Traité de l'Enfer (1414) : Vie de Sainte Françoise Romaine, fondatrice des Oblates de la Tour-des-Miroirs, divisée en trois livres. I. Histoire de la sainte, par le R.P. Cépari. II. Visions de sainte Romaine, par Giovanni Mattiotti. III. Ses combats contre les démons. Traité de l'enfer, par Françoise Romaine, trad. du latin, des actes des saints, par l'abbé Pieau, Périsse frères, s.d., 438 p.  , réédition Éditions Delacroix.

#### Études
- Abbé L. Jaud, Vie des Saints pour tous les jours de l'année', Tours, Mame, 1950.
- Sabine Raillard, Françoise Romaine. Une aryanisation manquée ?, s.d. (vers 2000), 231 p. (sur "La vision de sainte Françoise Romaine", par Nicolas Poussin).